# Šarišská Poruba
Šarišská Poruba (em húngaro: Kapivágása) é um município da Eslováquia, situado no distrito de Prešov, na região de Prešov. Tem 5,99 km² de área e sua população em 2018 foi estimada em 635 habitantes.

## Demografia
| Ano:        | 1994 | 2004    | 2014    | 2024    |
| ----------- | ---- | ------- | ------- | ------- |
| Broj ljudi: | 372  | 428     | 582     | 718     |
| Razlika:    |      | +15,05% | +35,98% | +23,36% |

| Ano:               | 2023 | 2024   |
| ------------------ | ---- | ------ |
| Número de pessoas: | 701  | 718    |
| Diferença:         |      | +2,42% |